# REM2
REM2 (англ. RRAD and GEM like GTPase 2) – білок, який кодується однойменним геном, розташованим у людей на 14-й хромосомі. Довжина поліпептидного ланцюга білка становить 340 амінокислот, а молекулярна маса — 37 139.
| 10         |  | 20         |  | 30         |  | 40         |  | 50         |
| ---------- |  | ---------- |  | ---------- |  | ---------- |  | ---------- |
| MHTDLDTDMD |  | MDTETTALCP |  | SGSRRASPPG |  | TPTPEADATL |  | LKKSEKLLAE |
| LDRSGLPSAP |  | GAPRRRGSMP |  | VPYKHQLRRA |  | QAVDELDWPP |  | QASSSGSSDS |
| LGSGEAAPAQ |  | KDGIFKVMLV |  | GESGVGKSTL |  | AGTFGGLQGD |  | SAHEPENPED |
| TYERRIMVDK |  | EEVTLVVYDI |  | WEQGDAGGWL |  | RDHCLQTGDA |  | FLIVFSVTDR |
| RSFSKVPETL |  | LRLRAGRPHH |  | DLPVILVGNK |  | SDLARSREVS |  | LEEGRHLAGT |
| LSCKHIETSA |  | ALHHNTRELF |  | EGAVRQIRLR |  | RGRNHAGGQR |  | PDPGSPEGPA |
| PPARRESLTK |  | KAKRFLANLV |  | PRNAKFFKQR |  | SRSCHDLSVL |  |            |

A: Аланін

C: Цистеїн

D: Аспарагінова кислота

E: Глутамінова кислота

F: Фенілаланін

G: Гліцин

H: Гістидин

I: Ізолейцин

K: Лізин

L: Лейцин

M: Метіонін

N: Аспарагін

P: Пролін

Q: Глутамін

R: Аргінін

S: Серин

T: Треонін

V: Валін

W: Триптофан

Кодований геном білок за функцією належить до фосфопротеїнів. 
Задіяний у такому біологічному процесі, як альтернативний сплайсинг. 
Білок має сайт для зв'язування з нуклеотидами, ГТФ. 
Локалізований у клітинній мембрані, мембрані.